# Marcel Yves Bizien
Pour les articles homonymes, voir Bizien.
Marcel Yves Bizien, né le 30 novembre 1920 à Neuville-lès-Dieppe (Seine-Maritime) et mort pour la France le 13 avril 1943 à Spas-Demensk (Russie), était un aviateur militaire français. Durant la Seconde Guerre mondiale, il fut volontaire de la France libre pour servir avec le Groupe de chasse Normandie-Niémen en Union soviétique, où il trouve la mort en combat aérien. Il est déclaré mort pour la France et disparu, car il s'est écrasé derrière les lignes allemandes.

## Biographie
Après un Certificat d'Etudes Primaire par la vitesse (vélo, automobile) et surtout par l'aviation, il s'inscrit à la section d'Aviation populaire de l'aérodrome de Dieppe. En 1938, à 18 ans, il s'engage dans l'Armée de l'air et s'entraine sur Caudron Luciole puis Potez 60. 
En mai 1940, il rejoint avec ses collègues l'aérodrome de Vannes-Meucon puis, à la suite de l'avancée des troupes allemandes, Morlaix et enfin Douarnenez. Ils embarquent à bord du langoustier "Tribouliste" à destination de l'Angleterre. Le 28 juin, il signe son engagement dans les Forces aériennes françaises libres (FAFL). Il passe son brevet de pilote puis devient instructeur en 1942.
Impatients de participer aux combats, il décide de partir combattre sur le front de l'Est avec certains pilotes français (la Russie est, à l'époque, en demande de pilotes formés). En août 1942, il embarque de Liverpool pour la Russie via le Nigéria, Le Caire, Téhéran, il intègre de Groupe de Chasse G.C. III "Normandie" en arrivant le 28 novembre 1942. Il se forme sur Yak 7 comme ses collègues et ils sont opérationnels le 22 mars 1943.

## Combat et conséquences
Le 13 avril, lors de son premier engagement, dans le secteur de Spas-Demensk, l'aspirant Bizien se trouve avec ses 5 camarades sur Yak 9 face à 8 chasseurs allemands Fw 190. Il en descend un mais quelques secondes plus tard, il est lui-même atteint. Il s'écrase derrière les lignes allemandes. Il est le premier mort du G.C. Normandie. Il comptait plus de 353 heures de vol et 25 missions de guerre.
Malgré le fait que lui-même et son appareil ait brulé sous la violence du choc, les allemands réussissent à récupérer ses papiers d'identité. Il est identifié et puis considéré comme un franc-tireur par les allemands. Sa famille à Dieppe est arrêtée dans la journée. Ses parents et ses deux frères furent incarcérés puis déportés. Seul un de ses frères survécut. 

## Décoration, distinction et honneur
- Médaille militaire
- Citation à l'ordre de l'Armée aérienne
- Une rue de Neuville-Les-Dieppe porte son nom (une plaque commémorative est posée en l'honneur de ses parents et son frère dans la même ville)